# Грб Гвинеје Бисао
Грб Гвинеје Бисао је званични хералдички симбол афричке државе Републике Гвинеје Бисао. Грб је усвојен 1973. године, након стицања независности земље од Португала.

## Опис
На амблему се истиче црна петокрака звезда, део пан-афричког симболизма, односно Црна звезда Африке која је симбол слободе Африке. Морска шкољка, Јакобова капица, симболизује положај земље на западној обали Африке. Амблем је испуњен црвеном бојом и окружен палминим листовима са обе стране. Испред се простире трака са геслом на португалскоме, „UNIDADE, LUTA, PROGRESSO“ („јединство, борба, напредак“).

## Историјски грбови
- Грб Португалске Гвинеје од 8. маја 1935. до 11. јуна 1951.
- Грб Португалске Гвинеје од 11. јуна 1951. до 24. септембра 1973.
- Мањи грб од 8. маја 1935. до 24. септембра 1973.